# Emily Mortimer
Emily Kathleen Anne Mortimer (Londres, 6 de octubre de 1971), conocida como Emily Mortimer, es una actriz británica. Comenzó su carrera en el teatro y posteriormente ha interpretado varios papeles en series de televisión y películas, como por ejemplo Scream 3 (2000), Lovely & Amazing (2001), Match Point (2005) o La librería (2017). También participó en la serie The Newsroom (HBO).

## Biografía

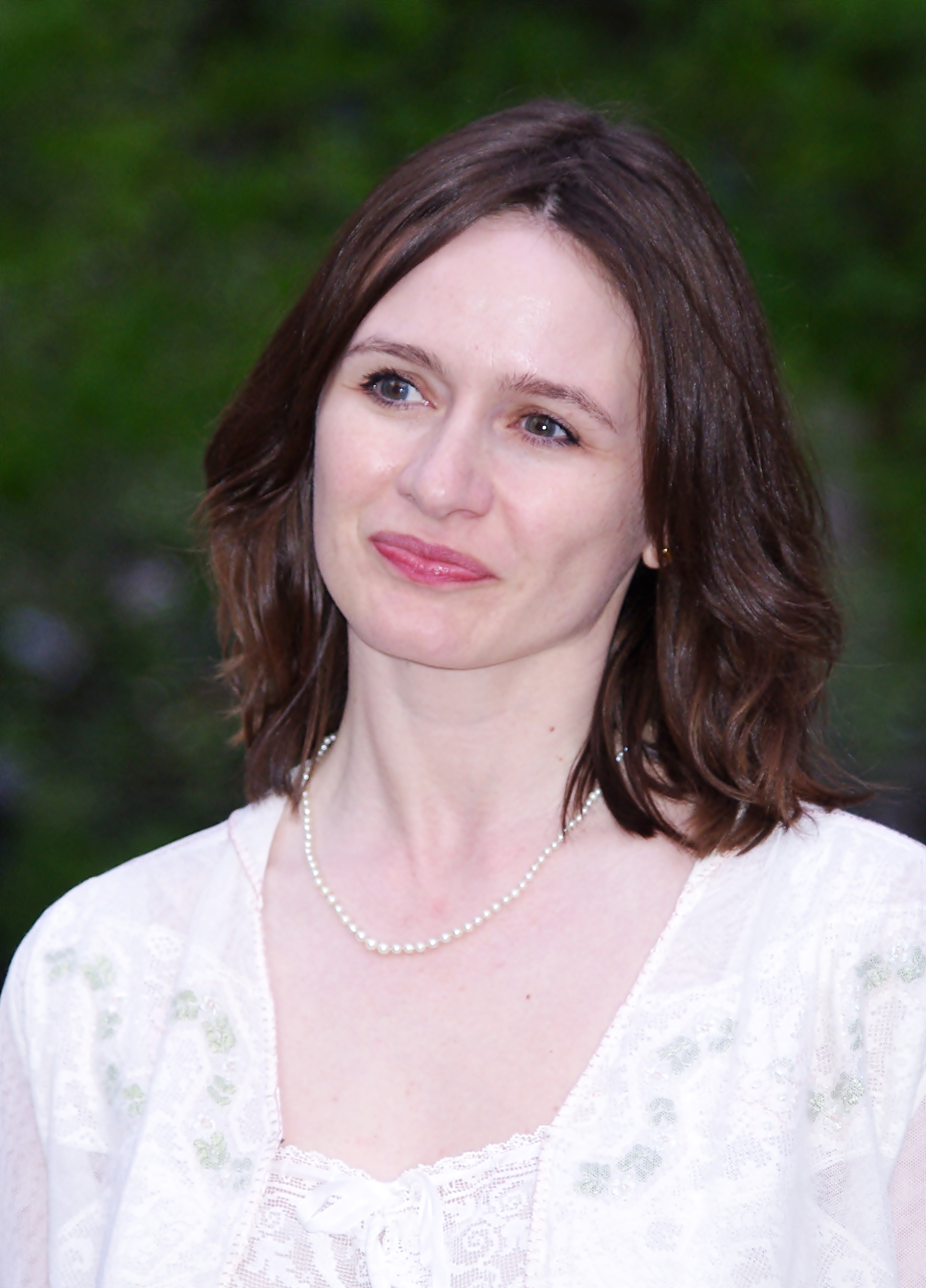
Emily Mortimer en 2011

Hija del guionista John Mortimer y de Penelope Glossop, Emily estudió inglés y ruso en el Lincoln college of Oxford. En 1995 intervino en la serie de televisión The Glass Virgin y participó en varios telefilmes, pero fue en 1996 cuando debutó en la película Los demonios de la noche y El año que murió Elvis. Un año después actuó en The Saint y en 1999 en Notting Hill. Su primer papel protagonista fue junto a Bruce Willis en The Kid (2000).

### Vida privada
En 2003 se casó con el también actor Alessandro Nivola, al que conoció en el rodaje de Trabajos de amor perdidos (2000) y que es padre de sus hijos, Samuel John (nacido en 2003) y May Rose (nacida en 2010). Declaró no tener ninguna creencia religiosa. Mortimer obtuvo la ciudadanía estadounidense en 2010.

## Filmografía
- Los demonios de la noche (1996)
- El año que murió Elvis (1996)
- The Saint (1997)
- Elizabeth (1998)
- Notting Hill (1999)
- Scream 3 (2000)
- Trabajos de amor perdidos (2000)
- El hombre que hacía milagros (2000)
- The Kid (2000)
- Lovely & Amazing (2001)
- Negocios sucios (2001)
- Nobody Needs to Know (2003)
- El lenguaje de los sueños (2003)
- A Foreing Affair (2003)
- Young Adam (2003)
- El castillo ambulante (2004, voz)
- Dear Frankie (2004)
- Match Point (2005)
- La pantera rosa (2006)
- Paris, je t'aime - Segmento: "Père-Lachaise" (2006)
- 30 Rock (TV, 2007)
- Lars and the Real Girl (2007)
- Chaos Theory (2007)
- Cinturón rojo (2008)
- Transsiberian (2008)
- La pantera rosa 2 (2008)
- Harry Brown (2009)
- City Island (2009)
- Shutter Island (2010)
- Cars 2 (voz) (2011)
- Our idiot brother (2011)
- Hugo (2011)
- The Newsroom (TV, 2012-2013)
- Doll & Em (2013)
- Rio, I Love You - Segmento: "La Fortuna" (2014)
- Ten Thousand Saints (2015)
- Spectral (2016)
- El sentido de un final (2017)
- The Party (2017)
- La librería (2017)
- El regreso de Mary Poppins (2018)
- Mary (2019)[3]
- Relic (2020)
- With/In: Volume 2 (2021)
- Paddington in Peru (2025)
- Jay Kelly (2025)
- Ladies First (2025)